# Hardenbergia violacea
Espèce
Hardenbergia violacea est une espèce de plantes à fleurs de la famille des Fabaceae. C'est une plante grimpante, rampante ou buissonnante originaire d'Australie. 
Elle a des fleurs bleues, blanches ou violettes.